# Casa del Puente Internacional de Arnegui

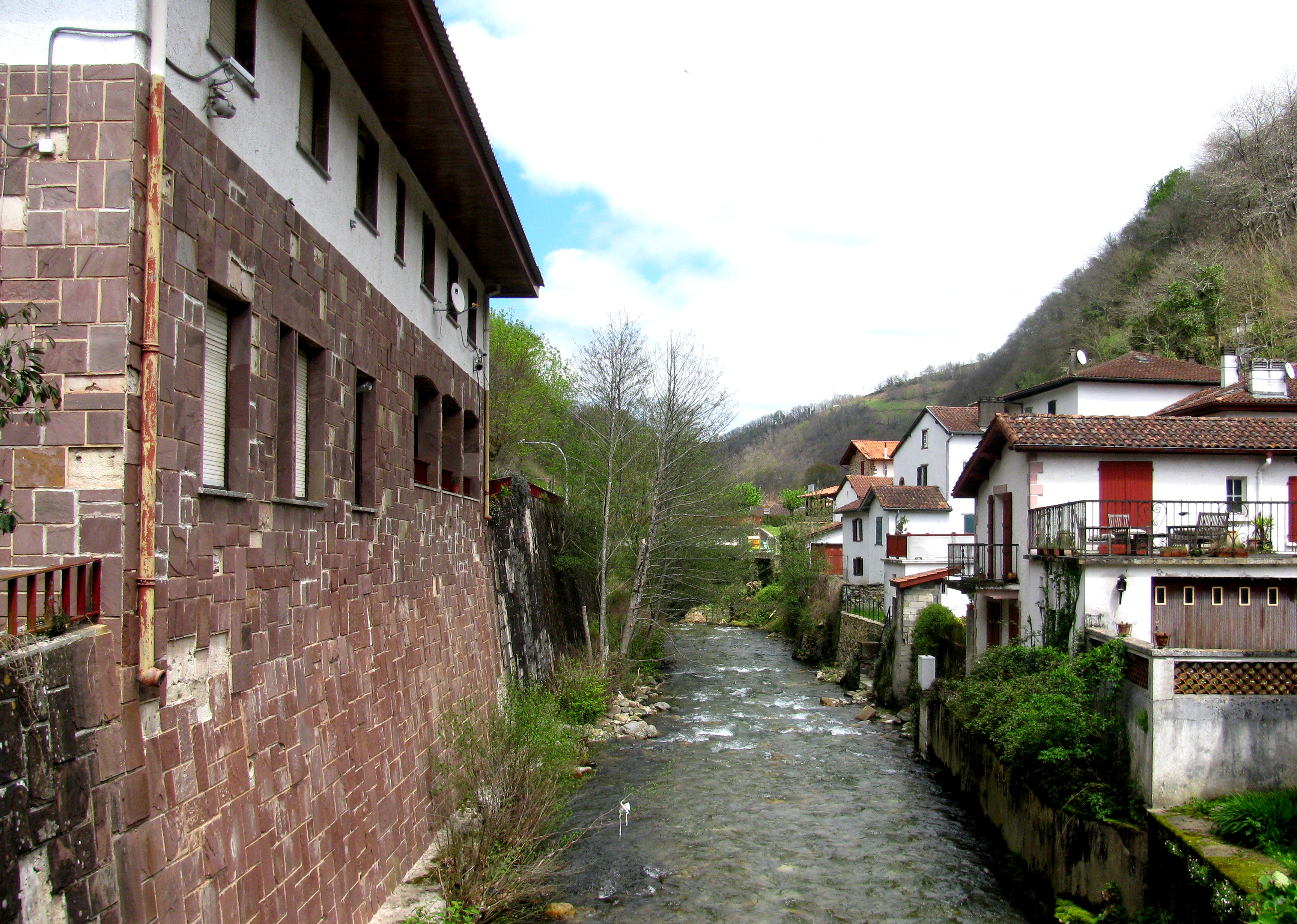
Río Luzaide que hace de frontera internacional entre España y Francia, entre las localidades de Valcarlos y Arnegui. La foto está tomada desde el "Puente Internacional de Arnegui" con España a la izquierda y Francia a la derecha. La casa que se ve en la foto a la izquierda es el cuartel de la policía española y no la casa indicada en este artículo que queda a la espalda del que tomó la foto.

La casa del Puente Internacional de Arnegui es una casa situada la localidad de Pecocheta de Valcarlos (Navarra, España) junto al pequeño puente que separa dicho barrio de la vecina localidad francesa de Arnegui y que es conocido como Puente Internacional de Arnegui al tratarse del antiguo paso fronterizo que unía ambos países. Actualmente la carretera principal que une ambos países pasa más al norte, a unos 150 metros de este lugar por un puente más moderno y ancho y se han eliminado los controles fronterizos entre ambos países por el Tratado de Schengen. Sin embargo, en el lugar, a ambos lados el puente antiguo, persisten los cuarteles de la policía de fronteras de ambos países.
Este edificio singular es un caserón de estilo vasco-francés de dos plantas con tejado a dos aguas y balcones en su fachada. En su actual estructura es una obra relativamente moderna que data de la primera mitad del siglo pasado. En su planta baja acoge actualmente un bar y una tienda.
Por este mismo lugar partió al exilio el aspirante carlista Carlos María de Borbón el 28 de febrero de 1876 tras ser derrotado su ejército en la tercera guerra carlista.  
Esta casa es significativa principalmente porque se trataba del primer edificio ubicado en territorio español junto al que pasaba el Camino de Santiago en su ruta más conocida, el Camino Francés. Actualmente el Camino de Santiago se lleva por el nuevo puente y la carretera principal, por lo ya no pasa junto a este edificio, sino a unos 50 m de distancia.  
En 2015, en la aprobación por la Unesco de la ampliación del Camino de Santiago en España a «Caminos de Santiago de Compostela: Camino francés y Caminos del Norte de España», España envió como documentación un «Inventario Retrospectivo - Elementos Asociados» (Retrospective Inventory - Associated Components) en el que en el n.º 147 figura la Casa del Puente Internacional de Arnegui.